# Robert Réa
Robert Rea est un producteur de télévision français d'origine italienne. Il a également réalisé divers Club Dorothée  pour TF1 dans les années 1980, des documentaires, des fictions et des émissions de divertissement.

## Filmographie
Sauf indication contraire, les informations mentionnées dans cette section peuvent être confirmées par les bases de données cinématographiques  présentes dans la section « Liens externes ».

### Producteur
- 1991–1992 : Les Aventures de Tintin
- 1992–1994 : Rupert
- 1995–1996 : L'Histoire sans fin
- 1996 : Cap danger (Lifeline), téléfilm de Fred Gerber
- 1996–1998 : Sacrés Dragons
- 1996 : Mes 17 ans
- 1997 : La vérité est un vilain défaut
- 1998–1999 : Bob Morane
- 1998 : Le Défi (en) (The Climb) film de Bob Swaim
- 1999 : Babar, roi des éléphants
- 1999 : Capitaine Fracasse
- 2000 : Les Marchiens
- 2000–2001 : Kong
- 2001 : Quarxs
- 2001 : La Jeunesse des trois mousquetaires
- 2001 : Bécassine, le trésor viking
- 2001 : Agrippine
- 2001 : Babar
- 2002 : Xcalibur
- 2002 : Corto Maltese : La Cour secrète des arcanes
- 2002 : Corto Maltese : Sous le signe du capricorne
- 2006 : Potlach
- 2007 : Der kleine König Macius (de)
- 2007–2008 : Valérian et Laureline
- 2008 : Inami
- 2008 : La Brigade volante
- 2009 : Taratabong!
- 2010 : Bravo Gudule
- 2011 : Le Manège enchanté
- 2011 : Léonard
- 2012 : Garfield
- 2012 : Petit Creux
- 2013 : Kinky & Cosy
- 2013 : Yakari
- 2014 : Linkers : Codes secrets

### Réalisateur
- 1974 : La Fille et le Soldat (court-métrage fiction)
- 1976 : La Liquidation (court-métrage fiction)
- 1977 : Une Épouse Romantique (court-métrage fiction)
- 1980 : La Vénus d'Ille
- 1981 : Éden (court-métrage fiction)
- 1984 : Abbacadabra (téléfilm)
- Émissions de divertissement[Quand ?] dont Isabelle Adjani[Quoi ?] (TF1)
- 2020 : clip Et dans la nuit j'ai prié d'Elsa Esnoult tiré de son album 4[1].